# Транспортный робот
Транспортный робот — тип промышленного робота, представляющий собой совокупность манипулятора, перепрограммируемого устройства управления и ходового устройства.

## Классификация
В качестве транспортно-загрузочных устройств в автоматизированном производстве широкое распространение получили промышленные роботы и манипуляторы. Промышленный робот — это перепрограммируемый автоматический манипулятор промышленного применения. Характерными признаками промышленного робота служат:
- автоматическое управление;
- способность к быстрому и относительно легкому перепрограммированию (изменению последовательности, системы и содержания команд);
- способность к выполнению трудовых действий.

Транспортные роботы делятся на два подкласса: напольные и подвесные. В помещениях, где устанавливается безрельсовый транспорт, должны быть, как правило, особо чистые и ровные полы. Скорость передвижения безрельсовых тележек составляет 90-100 м/мин.